# 기요카와촌 (지바현)
기요카와촌(清川村)은 지바현 기미쓰군에 일찍이 존재했던 촌이다. 현재의 기사라즈시 중부에 해당한다.

## 역사
- 1889년 4월 1일 - 정촌제 시행에 의해 모다군 기요카와촌이 성립하였다.
- 1897년 4월 1일 - 모다군이 통합에 의해 기미쓰군이 되었다.
- 1942년 11월 3일 - 이와네촌, 기사라즈정, 나미오카촌과 합병해 기사라즈시가 성립하여, 동일 기요카와촌은 폐지되었다.

## 교통

### 철도
- 국철 (→ JR동일본)
  - 구루리선